# 色楞金斯克區

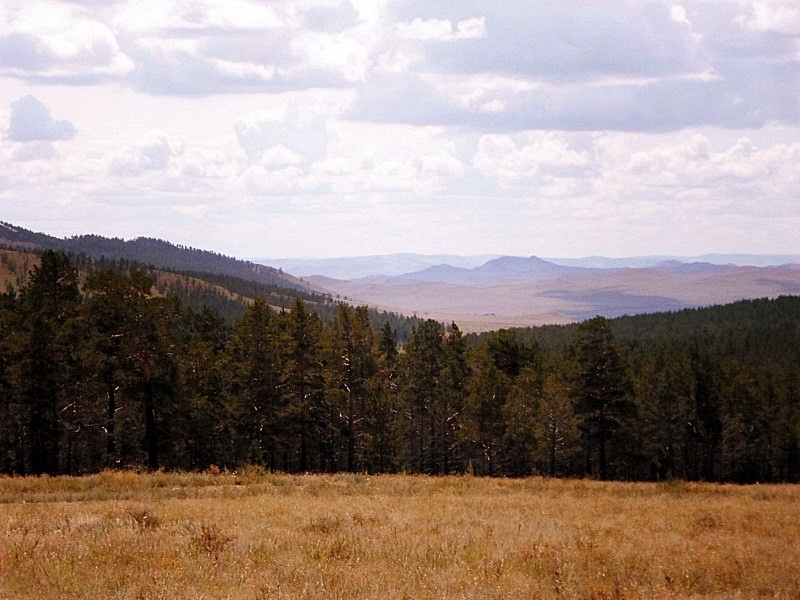

51°17′N 106°31′E / 51.283°N 106.517°E
色楞金斯克區（俄语：Селенгинский район），是俄羅斯的一個區，位於該國南部，由布里亞特共和國負責管轄，始建於1923年12月12日，面積8,269平方公里，2010年人口46,427，人口密度每平方公里5.61人。